# Liptena subundularis
Liptena subundularis är en fjärilsart som beskrevs av Otto Staudinger 1892. Liptena subundularis ingår i släktet Liptena och familjen juvelvingar. Inga underarter finns listade i Catalogue of Life.